# Adobe InDesign

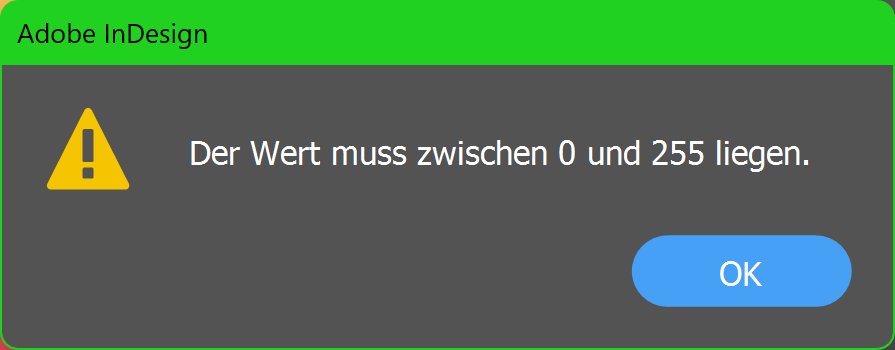
Mesaj de avertizare din cadrul Adobe InDesign (germană) legat de faptul că doar o valoare întreagă dintre 0 și 255 este posibilă pentru luminozitate la RGB

Adobe InDesign a fost scos pe piață pentru prima dată în anul 1999. A ajuns în 2002 cel mai compatibil program de tehnoredactare DTP pe platforma Mac OS X (versiunea 2.0 lansată pe piață cu câteva zile înainte de apariția lui QuarkXPress 5.0). Mai mult, InDesign CS (octombrie 2003) și InDesign CS2 (mai 2005) au fost integrate complet în Adobe Creative Suite (seria care conține toate programele furnizate de Compania Adobe Systems pentru documentele destinate tiparului) alături de Photoshop, Illustrator și Acrobat.

## Prezentare
Ultima versiune majoră este la ora actuală Adobe InDesign 20.0 lansată în octombrie 2024. Adobe InDesign este o alternativă mult mai reușită a programului Page Maker și este un competitor direct în fața lui QuarkXPress, care deținea monopolul în domeniul editării documentelor pentru tipar.

## Utilizări
Realizat pentru flux de lucru solicitant, InDesign se utilizează foarte bine împreună cu celelalte programe Adobe folosite pentru editare-DTP, ușurează munca utilizatorului, creează documente de calitate și include caracteristici mai bogate și mai complexe în conținut. Cu acest program se pot obține documente în format PDF (Portable Document Format) cu suport Unicode (formatul standard de codificare și interpretare a textului, incluzând în varianta finală toate caracterele folosite în orice limbă). De asemenea se pot crea efecte sofisticate, acestea aplicându-se textului, imaginilor și obiectelor din aplicația pentru layout-ul (macheta) paginii. Ultima versiune permite și controlul mult mai fin al transparenței pe linia de contur, umplerea sau conținutul obiectelor. Programul este folosit în special pentru ziare, reviste, afișe, invitații, fluturași, bannere etc., documentele mai lungi (cărți, documente tehnice, cataloage etc.) realizându-se în continuare în Adobe Pagemaker, Frame Maker sau QuarkXPress.

## Caracteristici
Caracteristicile și utilitatea softului împreună cu celelalte programe din gama Adobe Creative Suite fac din InDesign programul ideal de lucru pentru orice utilizator din domeniul tehnoredactare DTP. Un dezavantaj al versiunii InDesign CS3 este că nu funcționează corect pe platforma Mac OS X 10.5 (Leopard). Conform reprezentanților Companiei Adobe Systems, programul s-ar putea închide la utilizarea unor comenzi (Place, Save, Save As), la exportarea documentelor sau la apariția unor ferestre de dialog. Oricum programul Adobe InDesign tinde să ajungă liderul mondial în domeniu, la fel cum Adobe Photoshop este cel mai performant soft în crearea și prelucrarea imaginilor pe calculator.